# Dale megye
Dale megye az Amerikai Egyesült Államokban, azon belül Alabama államban található. Megyeszékhelye és legnagyobb városa Ozark. Alabama délkeleti részén található Dale megye ad otthont a Fort Novosel katonai bázisnak , amely az Egyesült Államok Hadseregének Repülési Háborús Központjának elsődleges repülős képző bázisa és központja. A megyét egy választott öttagú bizottság irányítja. 
Lakosainak száma 49 326 fő (2020. április 1.). Dale megye Pike, Barbour, Henry, Houston, Geneva és Coffee megyékkel határos.

## Története
Dale megyét 1824. december 22-én alapították. A megyét a Georgiában élő Samuel Dale - ről nevezték el , aki egy felfedező volt, és a korai időkben telepeseket vezetett Alabamába. A megye területét többször is módosították először 1841-ben amikor is egy részét használták fel Coffee megye létrehozására ,majd a déli részének leválasztásával 1868-ban pedig Genf megyét alakították ki. 1903-ban Dale megye területe tovább csökkent, amikor az állam törvényhozása felhasználta délkeleti részét  Houston megye létrehozásakor. A megyeszékhely eredetileg Daleville -ben volt, de 1843-ban Newton ba , végül 1870-ben Ozark ba helyezték át. A városháza épületét 1884-ben tűz pusztította el, és 1901-ben díszes téglaépítményt építettek a helyére. Ez egészen 1968-ig állt amikor is megépítették a ma is látható városháza épületet.
1936-ban a szövetségi kormány 32 000 hektár földet vásárolt Dale megye nyugati határán, hogy egy rezervátumot hozzanak létre. A gazdáktól meg vették rossz minőségű földjeiket, és egy jobb lehetőségeket biztosító területre költöztették őket. Újraerdősítették a földeket, és 1940-ben létrehozták a 800 hektáros Tholocco-tavat. A Bearfarm néven ismert földeket 1942 januárjában átadták a hadügyminisztériumnak, hogy a második világháború idején katonák kiképzőhelyeként szolgáljanak . Az Edmund Rucker konföderációs ezredesröl Camp Rucker névre keresztelt kiképzőbázis 1955-ben Fort Rucker lett. A Fort Rucker 1971-ben a légierő helikopterpilótáinak képzésének és az Egyesült Államok hadseregének repülési programjainak központja lett. 2023-ban átkeresztelték Fort Novosel-re a Medal of Honor-díjas pilóta után Michael J. Novosel Sr., aki Enterprise városában született.

## Népesség
A 2020-as népszámlálási becslések szerint Dale megye lakossága 49 326 fő volt a következő eloszlás szerint.
| Rassz            | lélekszám | százalék | rangsor az állam 67 megyéje közül |
| ---------------- | --------- | -------- | --------------------------------- |
| Teljes           | 49326 fő  | 0,98     | 28                                |
| Fehér            | 32602 fő  | 66,1     | 37                                |
| Afroamerikai     | 10100 fő  | 20,5     | 37                                |
| Spanyol          | 3254 fő   | 6,6      | 10                                |
| több rasszú      | 2299 fő   | 4,7      | 5                                 |
| Ázsiai           | 648 fő    | 1,3      | 12                                |
| Őslakos és egyéb | 423 fő    | 0,9      | 15                                |

A megyeszékhelynek, Ozarknak 14 350 lakosa volt.
 További jelentős települések közé tartozik Daleville, Newton, Midland City , Grimes , Pinckard , Napier Field és Level Plains . 
A háztartások medián jövedelme 45 644 dollár volt, szemben az állam egészére vonatkozó 52 035 dollárral, az egy főre jutó jövedelem pedig 24 473 dollár volt, szemben az állam egészének 28 934 dollárjával.
A megye népességének változása:
| Lakosok száma | 50 341 | 50 085 | 50 348 | 49 884 | 49 565 | 49 326 |
|               | 2010   | 2011   | 2012   | 2013   | 2015   | 2020   |

## Gazdaság
A tizenkilencedik században Dale megyében kisgazdaságok voltak többségében ahol, kukoricát, gyapotot termesztettek és állattenyésztést folytattak. 1888-ban a Central of Georgia Railroad vasutvonalat épített Eufaulától Ozarkig , 1889-ben pedig az Alabama Midland Railroad befejezte a Troy és Ozark közötti vonalat . 1914-ben hozták létre a Mutual Cotton Oil Company-t, eredeti nevén Ozark Oil Mill, hogy feldolgozza az olajat a gyapotmagban. A megyében a huszadik század elején és közepén különböző vállalkozások voltak találhatok a Cowikee Mills, egy gyapotfeldolgozó üzem, a Columbian Peanut Mill, a Tri-Glass Manufacturing, a Mass Merchandising és a Frit Industries.

## Foglalkoztatás
A 2020-as népszámlálási becslések szerint Dale megyében a munkaerő a következő ipari kategóriák között oszlik meg:
- Oktatási szolgáltatások, valamint egészségügyi és szociális segélyek (20,6 százalék)
- Kiskereskedelem (14,6 százalék)
- Feldolgozóipar (11,6 százalék)
- Művészetek, szórakoztatás, rekreáció, valamint szállás- és étkezési szolgáltatások (9,8 százalék)
- Szállítás és raktározás, valamint közművek (9,7 százalék)
- Közigazgatás (7,7 százalék)
- Építőipar (6,8 százalék)
- Szakmai, tudományos, gazdálkodási, valamint adminisztratív és hulladékgazdálkodási szolgáltatások (6,6 százalék)
- Egyéb szolgáltatások, kivéve a közigazgatást (5,7 százalék)
- Pénzügy és biztosítás, valamint ingatlan, bérbeadás és lízing (3,2 százalék)
- Mezőgazdaság , erdőgazdálkodás , halászat és vadászat , valamint kitermelő (2,3 százalék)
- Nagykereskedelem (2,0 százalék)
- Információ (0,4 százalék)

## Oktatás
A Dale megyében hét iskola található. Valamint Ozark városában nyolc iskola, és Daleville City és Fort Novoselben hat iskola van. Dale megyében található a Wallace Community College Fort Novosel kampusza , amely egy kétéves főiskolai rendszer. A Dale megyei egyetem 1997-ben egyesült az Alabama Repülési és Műszaki Főiskolával.

## Földrajz
Az 1457 négyzetkilométer területű Dale megye az állam délkeleti részén fekszik, teljes egészében az öböl-parti síkság régioján belül.
A Choctawhatchee folyó a megye déli határa mentén halad, és számos mellékfolyója, köztük a Little Choctawhatchee folyó, valamint a Claybank és a Little Judy patak folyik a megye területén. A délkelet-északnyugat irányú US 231 a megye fő közlekedési útvonala. Az ozarki Blackwell Field a megye egyetlen nyilvános repülőtere.

## Események és érdekes helyek
A Fort Novoselben található Tholocco-tó egy 640 hektáros létesítmény, amely a szabadidős tevékenységek teljes skáláját kínálja, beleértve az úszást, csónakázást, kempingezést, lakóautó-parkolót, röplabdát, kosárlabdát és túrázást. Az Ed Lisenby-tó (Dale County Lake) egy 92 hektáros tó, amely kiváló horgászati lehetőségeket kínál. Minden évben Ozark ad otthont a Claybank Jamboree-nak. További látnivalók közé tartozik a Dowling Művészeti Múzeum, amely a helyi művészeket mutatja be. Fort Novoselben található az Egyesült Államok Hadseregének Repülési Múzeumának gyűjteménye.